# Trasa Sto let turistiky
Trasa Sto let turistiky, polsky Szlak Stulecia Turystyki, je dálková turistická trasa ve Slezském vojvodství a okrajově také v Opolském vojvodství v Polsku. Značena je zelenými turistickými značkami.

## Popis
Turistická značená trasa, která a zahrnuje sakrální a technické památky, zámky, parky, arboreta atd., byla otevřena u příležitosti stého výročí turistiky v Polsku. Trasa vede přes mnohé lesní komplexy, mezi jinými krajinářským parkem Cisterciácké krajinářské kompozice Velkých Rud (Cysterskie Kompozycje Krajobrazowe Rud Wielkich).  Trasu lze absolvovat pěšky i na kole. Nejvyšší bod je v oblasti Lasowice (v lese) s nadmořskou výškou 311 m n. m., nejnižší bod je u jezera Pławniovice s nadmořskou výškou 194 m n. m.

## Průběh trasy
Délka turistické trasy je uváděna od 138,3 km do 142 km.
- Rybnik
- Wilcza
- Kuźnia Nieborowska
- Nieborowice
- Smolnica
- Trachy
- Tworóg Mały
- Sierakowice
- Bojszów
- Rudno
- Pławniowice
- Vodní nádrž Pławniowice
- Poniszowice
- Niekarmia
- Ligota Toszecka
- Přírodní rezervace Płużnica
- Dąbrówka
- Přírodní rezervace Hubert
- Świbie
- Wielowieś
- Tworóg
- Brynek
- Hanusek
- Boruszowice
- Miasteczko Śląskie
- Jezero Nakło-Chechło
- Tarnowskie Góry